# Greatest Hits (Buddy Holly)
Greatest Hits è un album raccolta di successi di Buddy Holly, pubblicato nel 1996 dalla MCA.
Le canzoni furono estratte da tre produzioni dell'artista texano: The "Chirping" Crickets, Buddy Holly e That'll Be the Day.
L'album include canzoni di successo come Oh, Boy! e Peggy Sue.

## Tracce
1. That'll Be The Day
2. I'm Looking for Someone to Love
3. Words of Love
4. Not Fade Away
5. Everyday
6. Oh, Boy!
7. Peggy Sue
8. I'm Gonna Love You Too
9. Maybe Baby
10. Rave On!
11. Think It Over
12. Fool's Paradise
13. Early in the Morning
14. It's So Easy
15. Heartbeat
16. True Love Ways
17. It Doesn't Matter Anymore
18. Raining in My Heart